# Krsto Odak
Krsto Odak (20. marts 1888 i Siverić, Kroatien - død 4. november 1965 i Zagreb, Kroatien) var en kroatisk komponist, professor, lærer, organist og teolog.
Odak studerede teologi og orgel I München. Tog senere kompositionen op, og studerede på Musikkonservatoriet i Prag hos Vitezslav Novak. Odak var en flittig komponist som skrev over 200 værker i alle genre, som f.eks. fire symfonier, orkesterværker, operaer, kammermusik etc. Han var professor og lærer i komposition på Musikhøjskolen i Zagreb, hvor han arbejde til sin pension (1961).

## Udvalgte værker
- Symfoni nr. 1 "Symfoni Jadrana" (1940) - for orkester
- Symfoni nr. 2 "Lille Symfoni" (1951) - for orkester
- Symfoni nr. 3   (1961) - for orkester
- Symfoni nr. 4   (1965) - for orkester